# یوهان گئورگ هامان
 یوهان گئورگ هامان (آلمانی: Johann Georg Hamann؛ ۲۷ اوت ۱۷۳۰ – ۲۱ ژوئن ۱۷۸۸) مترجم و الهی‌دان لوتری آلمانی بود، که در کونیگسبرگ زاده شد و در دانشگاه کونیگسبرگ الاهیات خواند. هرچند با ناتمام گذاشتن دانشگاه، به سراغ کارهای دفتری رفت اما همواره به فلسفه می‌پرداخت و هرچند در این زمینه شغلی رسمی و کرسی استادی نداشت، اما نوشته‌هایش سخت مورد توجه دانشوران و فیلسوفان هم روزگارش بود. برگردان آلمانی او از کتاب‌های دیوید هیوم بود، که دوست و هم‌شهریش، کانت را واداشت که بگوید «هیوم مرا از خواب جزمی بیدار کرد.»